# Róbert Mak
Róbert Mak (Bratislava, 8 maart 1991) is een Slowaaks voetballer die doorgaans als vleugelspeler speelt. Mak debuteerde in 2013 in het Slowaaks voetbalelftal.

## Clubcarrière
Mak begon met voetballen bij het Slowaakse Slovan Bratislava. In 2004 ging hij naar het Engelse Manchester City, waar hij zijn landgenoot Vladimír Weiss tegenkwam. Na zes jaar Engeland tekende hij op 11 juni 2010 een driejarig contract bij het Duitse FC Nürnberg. Op 20 november 2010 maakte hij zijn eerste doelpunt in de Bundesliga, tegen FC Kaiserslautern.
Hij tekende in juli 2016 een contract tot medio 2020 bij Zenit Sint-Petersburg, dat hem overnam van PAOK Saloniki.

## Clubstatistieken
| Seizoen | Club                  | Land        | Competitie   | Wed. | Doelp. |
| ------- | --------------------- | ----------- | ------------ | ---- | ------ |
| 2010/11 | FC Nürnberg           | Duitsland   | Bundesliga   | 22   | 3      |
| 2011/12 | FC Nürnberg           | Duitsland   | Bundesliga   | 16   | 2      |
| 2012/13 | FC Nürnberg           | Duitsland   | Bundesliga   | 19   | 1      |
| 2013/14 | FC Nürnberg           | Duitsland   | Bundesliga   | 19   | 0      |
| 2014/15 | PAOK Saloniki         | Griekenland | Super League | 30   | 7      |
| 2015/16 | PAOK Saloniki         | Griekenland | Super League | 28   | 7      |
| 2016/17 | Zenit Sint-Petersburg | Rusland     | Premjer Liga | 17   | 4      |
| 2017/18 | → PAOK Saloniki       | Griekenland | Super League | 25   | 3      |
| 2018/19 | Zenit Sint-Petersburg | Rusland     | Premjer Liga | 14   | 1      |
| Totaal  | Totaal                | Totaal      | Totaal       | 190  | 28     |

## Interlandcarrière
Mak maakte op 15 augustus 2012 voor het eerst deel uit van de selectie van het Slowaaks voetbalelftal, tegen Denemarken. Hij bleef echter 90 minuten op de bank. Op 6 februari 2013 maakte hij zijn interlanddebuut, in een oefeninterland tegen België. Hij viel na 61 minuten in voor Miroslav Stoch. België won de partij met 2–1. Mak nam met Slowakije deel aan het Europees kampioenschap voetbal 2016 in Frankrijk. De Slowaken werden in de achtste finale uitgeschakeld door Duitsland (0–3).
| Interlands van Róbert Mak voor Slowakije | Interlands van Róbert Mak voor Slowakije | Interlands van Róbert Mak voor Slowakije | Interlands van Róbert Mak voor Slowakije | Interlands van Róbert Mak voor Slowakije | Interlands van Róbert Mak voor Slowakije |
| №                                        | Datum                                    | Wedstrijd                                | Uitslag                                  | Competitie                               | Goals                                    |
| Als speler bij FC Nürnberg               | Als speler bij FC Nürnberg               | Als speler bij FC Nürnberg               | Als speler bij FC Nürnberg               | Als speler bij FC Nürnberg               | Als speler bij FC Nürnberg               |
| ---------------------------------------- | ---------------------------------------- | ---------------------------------------- | ---------------------------------------- | ---------------------------------------- | ---------------------------------------- |
| 1.                                       | 6 februari 2013                          | België – Slowakije                       | 2 – 1                                    | Vriendschappelijk                        | 0                                        |
| 2.                                       | 22 maart 2013                            | Slowakije – Litouwen                     | 1 – 1                                    | WK-kwalificatie                          | 0                                        |
| 3.                                       | 26 maart 2013                            | Slowakije – Zweden                       | 0 – 0                                    | Vriendschappelijk                        | 0                                        |
| 4.                                       | 7 juni 2013                              | Liechtenstein – Slowakije                | 1 – 1                                    | WK-kwalificatie                          | 0                                        |
| 5.                                       | 14 augustus 2013                         | Roemenië – Slowakije                     | 1 – 1                                    | Vriendschappelijk                        | 0                                        |
| 6.                                       | 10 september 2013                        | Slowakije – Bosnië en Herzegovina        | 1 – 2                                    | WK-kwalificatie                          | 0                                        |
| 7.                                       | 15 november 2013                         | Polen – Slowakije                        | 0 – 2                                    | Vriendschappelijk                        | 1                                        |
| 8.                                       | 5 maart 2014                             | Israël – Slowakije                       | 1 – 3                                    | Vriendschappelijk                        | 1                                        |
| 9.                                       | 23 mei 2014                              | Slowakije – Montenegro                   | 2 – 0                                    | Vriendschappelijk                        | 0                                        |
| 10.                                      | 26 mei 2014                              | Rusland – Slowakije                      | 1 – 0                                    | Vriendschappelijk                        | 0                                        |
| Als speler van PAOK Saloniki             |                                          |                                          |                                          |                                          |                                          |
| 11.                                      | 4 september 2014                         | Slowakije – Malta                        | 1 – 0                                    | Vriendschappelijk                        | 0                                        |
| 12.                                      | 8 september 2014                         | Oekraïne – Slowakije                     | 0 – 1                                    | EK-kwalificatie                          | 1                                        |
| 13.                                      | 9 oktober 2014                           | Slowakije – Spanje                       | 2 – 1                                    | EK-kwalificatie                          | 0                                        |
| 14.                                      | 12 oktober 2014                          | Wit-Rusland – Slowakije                  | 1 – 3                                    | EK-kwalificatie                          | 0                                        |
| 15.                                      | 18 november 2014                         | Slowakije – Finland                      | 2 – 1                                    | Vriendschappelijk                        | 0                                        |
| 16.                                      | 27 maart 2015                            | Slowakije – Luxemburg                    | 3 – 0                                    | EK-kwalificatie                          | 0                                        |
| 17.                                      | 31 maart 2015                            | Slowakije – Tsjechië                     | 1 – 0                                    | Vriendschappelijk                        | 0                                        |
| 18.                                      | 14 juni 2015                             | Slowakije – Macedonië                    | 2 – 1                                    | EK-kwalificatie                          | 0                                        |
| 19.                                      | 5 september 2015                         | Spanje – Slowakije                       | 2 – 0                                    | EK-kwalificatie                          | 0                                        |
| 20.                                      | 8 september 2015                         | Slowakije – Oekraïne                     | 0 – 0                                    | EK-kwalificatie                          | 0                                        |
| 21.                                      | 9 oktober 2015                           | Slowakije – Wit-Rusland                  | 0 – 1                                    | EK-kwalificatie                          | 0                                        |
| 22.                                      | 12 oktober 2015                          | Luxemburg – Slowakije                    | 2 – 4                                    | EK-kwalificatie                          | 1                                        |
| 23.                                      | 13 november 2015                         | Slowakije – Zwitserland                  | 3 – 2                                    | Vriendschappelijk                        | 1                                        |
| 24.                                      | 17 november 2015                         | Slowakije – IJsland                      | 3 – 1                                    | Vriendschappelijk                        | 2                                        |
| 25.                                      | 25 maart 2016                            | Slowakije – Letland                      | 0 – 0                                    | Vriendschappelijk                        | 0                                        |
| 26.                                      | 29 maart 2016                            | Ierland – Slowakije                      | 2 – 2                                    | Vriendschappelijk                        | 0                                        |
| 27.                                      | 4 juni 2016                              | Slowakije – Noord-Ierland                | 0 – 0                                    | Vriendschappelijk                        | 0                                        |
| 28.                                      | 11 juni 2016                             | Wales – Slowakije                        | 2 – 1                                    | EK 2016                                  | 0                                        |
| 29.                                      | 15 juni 2016                             | Rusland – Slowakije                      | 1 – 2                                    | EK 2016                                  | 0                                        |
| 30.                                      | 20 juni 2016                             | Slowakije – Engeland                     | 0 – 0                                    | EK 2016                                  | 0                                        |
| Als speler van Zenit Sint-Petersburg     |                                          |                                          |                                          |                                          |                                          |
| 31.                                      | 4 september 2016                         | Slowakije – Engeland                     | 0 – 1                                    | WK-kwalificatie                          | 0                                        |
| 32.                                      | 8 oktober 2016                           | Slovenië – Slowakije                     | 1 – 0                                    | WK-kwalificatie                          | 0                                        |
| 33.                                      | 11 oktober 2016                          | Slowakije – Schotland                    | 3 – 0                                    | WK-kwalificatie                          | 2                                        |
| 34.                                      | 11 november 2016                         | Slowakije – Litouwen                     | 4 – 0                                    | WK-kwalificatie                          | 0                                        |
| Als speler van PAOK Saloniki             |                                          |                                          |                                          |                                          |                                          |
| 35.                                      | 26 maart 2017                            | Malta – Slowakije                        | 1 – 3                                    | WK-kwalificatie                          | 0                                        |
| 36.                                      | 10 juni 2017                             | Litouwen – Slowakije                     | 1 – 2                                    | WK-kwalificatie                          | 0                                        |
| 37.                                      | 1 september 2017                         | Slowakije – Slovenië                     | 1 – 0                                    | WK-kwalificatie                          | 0                                        |
| 38.                                      | 4 september 2017                         | Engeland – Slowakije                     | 2 – 1                                    | WK-kwalificatie                          | 0                                        |
| 39.                                      | 5 oktober 2017                           | Schotland – Slowakije                    | 1 – 0                                    | WK-kwalificatie                          | 0                                        |
| 40.                                      | 10 november 2017                         | Oekraïne – Slowakije                     | 2 – 1                                    | Vriendschappelijk                        | 0                                        |
| 41.                                      | 14 november 2017                         | Slowakije – Noorwegen                    | 1 – 0                                    | Vriendschappelijk                        | 0                                        |
| 42.                                      | 22 maart 2018                            | Verenigde Arabische Emiraten – Slowakije | 1 – 2                                    | Vriendschappelijk                        | 0                                        |
| 43.                                      | 25 maart 2018                            | Thailand – Slowakije                     | 2 – 3                                    | Vriendschappelijk                        | 1                                        |
| 44.                                      | 31 mei 2018                              | Slowakije – Nederland                    | 1 – 1                                    | Vriendschappelijk                        | 0                                        |
| 45.                                      | 4 juni 2018                              | Slowakije – Marokko                      | 1 – 2                                    | Vriendschappelijk                        | 0                                        |
| Als speler van Zenit Sint-Petersburg     |                                          |                                          |                                          |                                          |                                          |
| 46.                                      | 5 september 2018                         | Slowakije – Denemarken                   | 3 – 0                                    | Vriendschappelijk                        | 0                                        |
| 47.                                      | 9 september 2018                         | Oekraïne – Slowakije                     | 1 – 0                                    | UEFA Nations League                      | 0                                        |
| 48.                                      | 13 oktober 2018                          | Slowakije – Tsjechië                     | 1 – 2                                    | UEFA Nations League                      | 0                                        |
| 49.                                      | 16 oktober 2018                          | Zweden – Slowakije                       | 1 – 1                                    | Vriendschappelijk                        | 0                                        |
| 50.                                      | 16 november 2018                         | Slowakije – Oekraïne                     | 4 – 1                                    | UEFA Nations League                      | 1                                        |
| 51.                                      | 19 november 2018                         | Tsjechië – Slowakije                     | 1 – 0                                    | UEFA Nations League                      | 0                                        |

1 Greif ·
2 Apau ·
4 Mustafić ·
6 De Kamps ·
7 Moha ·
8 Ljubičić ·
9 Henty ·
10 Rabiu ·
11 Dražić ·
12 Ožbolt ·
14 Abena ·
15 Strelec ·
17 Medveděv ·
20 Daniel ·
21 Ratão ·
22 Ružinský ·
23 Sukhotskyi ·
24 Nono · 
25 Pauschek ·
26 Lichý ·
27 Holman ·
29 Bozhikov ·
30 Šulla ·
31 Trnovský ·
36 Lovat ·
55 Medved ·
66 Bajrić ·
77 Čavrić ·
79 Weiss ·
81 Vernon ·
99 Tzovaras ·
Coach: Kozák
1 Mucha ·
2 Pekarík ·
3 Škrtel  ·
4 Ďurica ·
5 Gyömbér ·
6 Greguš ·
7 Weiss ·
8 Duda ·
9 Šesták ·
10 Stoch ·
11 Nemec ·
12 Novota ·
13 Hrošovský ·
14 Škriniar ·
15 Hubočan ·
16 Saláta ·
17 Hamšík ·
18 Švento ·
19 Kucka ·
20 Mak ·
21 Ďuriš ·
22 Pečovský ·
23 Kozáčik ·
Coach: Kozák
1 Dúbravka ·
2 Pekarík ·
3 Vavro ·
4 Valjent ·
5 Šatka ·
6 Greguš ·
7 Weiss ·
8 Duda ·
9 Boženík ·
10 Suslov ·
11 Bénes ·
12 Kuciak ·
13 Hrošovský ·
14 Škriniar ·
15 Hubočan ·
16 Hancko ·
17 Hamšík  ·
18 Haraslín ·
19 Kucka ·
20 Mak ·
21 Ďuriš ·
22 Lobotka ·
23 Rodák ·
24 Koscelník ·
25 Hromada ·
26 Schranz ·
Coach: Tarkovič